# Сервьер-ле-Шато
Сервье́р-ле-Шато́ (фр. Servières-le-Château, окс. Serviera dau Chasteu) — коммуна во Франции, находится в регионе Лимузен. Департамент — Коррез. Входит в состав кантона Сен-Прива. Округ коммуны — Тюль.
Код INSEE коммуны — 19258.
Коммуна расположена приблизительно в 420 км к югу от Парижа, в 105 км юго-восточнее Лиможа, в 26 км к юго-востоку от Тюля.

## Население
Население коммуны на 2008 год составляло 673 человека.
| 1962 | 1968 | 1975 | 1982 | 1990 | 1999 | 2008 |
| ---- | ---- | ---- | ---- | ---- | ---- | ---- |
| 587  | 645  | 618  | 718  | 772  | 719  | 673  |

## Экономика
В 2007 году среди 466 человек в трудоспособном возрасте (15-64 лет) 293 были экономически активными, 173 — неактивными (показатель активности — 62,9 %, в 1999 году было 55,9 %). Из 293 активных работали 266 человек (140 мужчин и 126 женщин), безработных было 27 (14 мужчин и 13 женщин). Среди 173 неактивных 25 человек были учениками или студентами, 30 — пенсионерами, 118 были неактивными по другим причинам.

## Достопримечательности
- Часовня Глени (XII век). Памятник истории с 1952 года[3]
- Часовня Нотр-Дам-дю-Рок
- Замок Сервьер (XIII век)
- Плотина Шастан[фр.]

## Фотогалерея
- Часовня Глени
- Часовня Нотр-Дам-дю-Рок
- Карта коммуны